# Стоун, Николас
Николас Стоун (англ. Nicholas Stone; 1586, Эксетер — 24 августа 1647, Лондон) — английский скульптор и архитектор. В 1619 году был назначен главным мастером-каменщиком (master-mason) короля Якова I, а с 1626 года занимал такую же должность при короле Карле I.

## Биография
Николас Стоун родился в 1586 году в семье каменщика из Вудбери, недалеко от Эксетера, Юго-Западная Англия. Сначала он был учеником Исаака Джеймса, лондонского каменщика голландского происхождения, работавшего в Саутуарке, Лондон. Когда нидерландский архитектор и скульптор Хендрик де Кейзер в 1607 году прибыл в Лондон, Стоун был ему представлен, а затем приглашён на работу в Голландию.
В 1613 году Стоун женился на Майкен де Кейзер, дочери своего работодателя Хендрика де Кейзера. Через год после женитьбы Стоун вернулся в Англию со своей женой, поселившись в приходе Сент-Мартин-ин-зе-Филдс в Вестминстере, где они оставались на протяжении всей жизни. В браке родилось трое сыновей: Джон (1620—1667), скульптор; Генри Стоун (1616—1653), живописец, наиболее известный своими копиями картин фламандского портретиста Антониса Ван Дейка, и Николас Стоун-младший (1618—1647), скульптор, работавший под руководством Дж. Л. Бернини в Риме.
Считается, что портик церкви Зёйдеркерк в Амстердаме спроектирован Стоуном. В 1613 году он вернулся в Лондон с Бернардом Янссенсом, соучеником де Кейзера, и поселился в Лонг-Акре, в приходе Сент-Мартин-ин-зе-Филдс, где основал мастерские и вскоре стал ведущим английским скульптором надгробных памятников.
В течение своей жизни Николас Стоун был ответственным за строительство многих важных зданий, таких как Банкетинг-хаус при дворце Уайтхолла (ныне не существующем) в Лондоне по проекту Иниго Джонса (1619—1622). Как архитектор он работал в стиле барокко, обеспечив Англию одними из самых ранних образцов этого стиля, который не снискал популярности в стране ещё шестьдесят лет.
Лондонская мастерская Стоуна получала заказы на садовые скульптуры и надгробные памятники. Постоянным частным покровителем архитектора на протяжении многих лет был сэр Уильям Пастон, который перестраивал своё елизаветинское поместье в Оксниде, графство Норфолк. Пастон заказал Стоуну памятник своей матери (умерла в 1629 г.) в церкви Пастона. Рядом с памятником его жены стоит более простой памятник работы Стоуна сэра Эдмунда Пастона (умер в 1633 г.).
На Стоуна большое влияние оказала новая, заимствованная из Италии, классицистическая мода на произведения искусства. Однако начавшаяся гражданская война положила конец карьере Стоуна. Как и Иниго Джонса, пуритане считали его королевским архитектором; его сын Джон сражался во время войны на стороне роялистов. В 1690 году из-за его верности короне Стоун был «изолирован, ограблен и заключен в тюрьму».
Николас Стоун умер в Лонг-Акре, Лондон, 24 августа 1647 года и был похоронен в приходской церкви в Сент-Мартин-ин-зе-Филдс. Скульптурная мемориальная доска человеку, создавшему так много памятников другим, утеряна. Сохранился лишь рисунок.
Стоун был королевским скульптором, но многие его работы увековечивали память самых выдающихся людей страны. Стоун, как архитектор, находился на переднем крае современности, его постройки в стиле барокко, в то время как Иниго Джонс всё ещё продвигал палладианство, противоречили современной моде. Архитектура Николаса Стоуна, оценённая впоследствии, сочетает в себе утонченный классицизм, подобный стилю Иниго Джонса, с популярным в то время несколько грубоватым маньеризмом. Британский историк архитектуры Говард Колвин оценивает искусство Николаса Стоуна от имени самого архитектора следующим образом: «Я впитал в себя новый классицизм Иниго Джонса, но не принял его полной дисциплины и не отказался от некоторых черт маньеризма или барокко, которым научился в Лондоне и Амстердаме. Результатом стала народная классическая архитектура, от которой сегодня, к сожалению, мало что осталось».

## Галерея

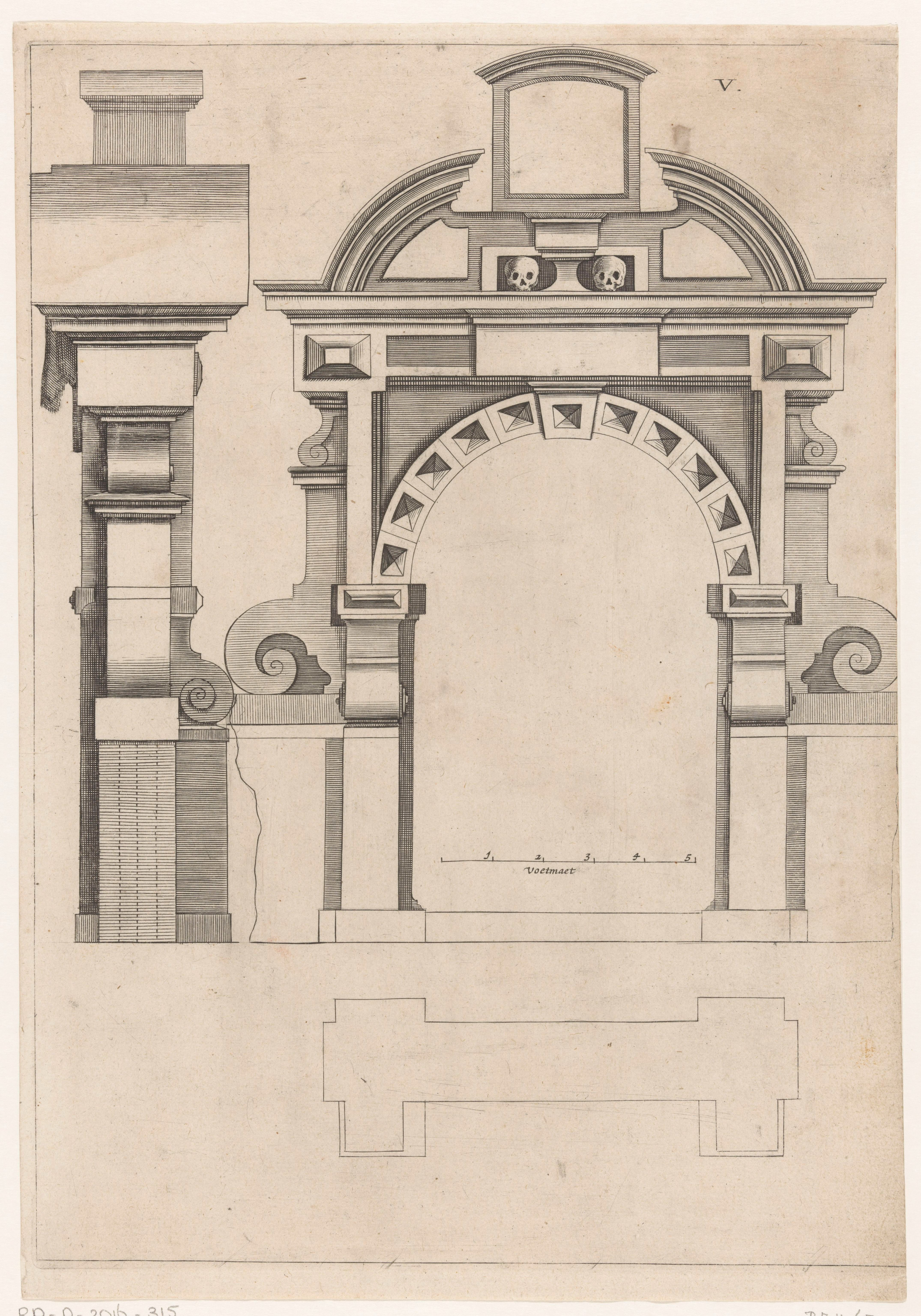
Портик кладбища церкви Зёйдеркерк в Амстердаме. Офорт из книги Сaломона де Брaя «Современная архитектура». 1631
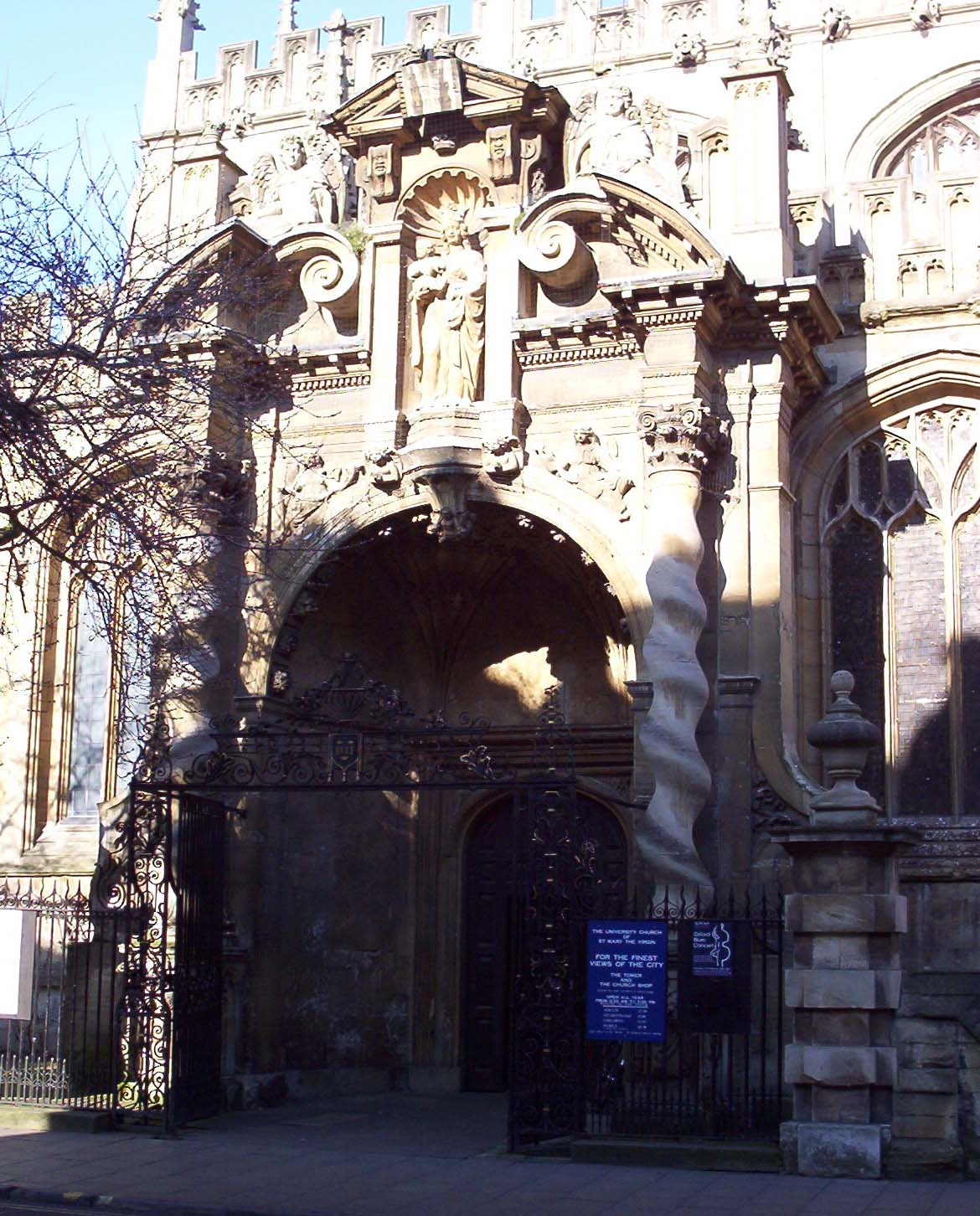
Портик университетской церкви Святой Девы Марии в Оксфорде. 1637
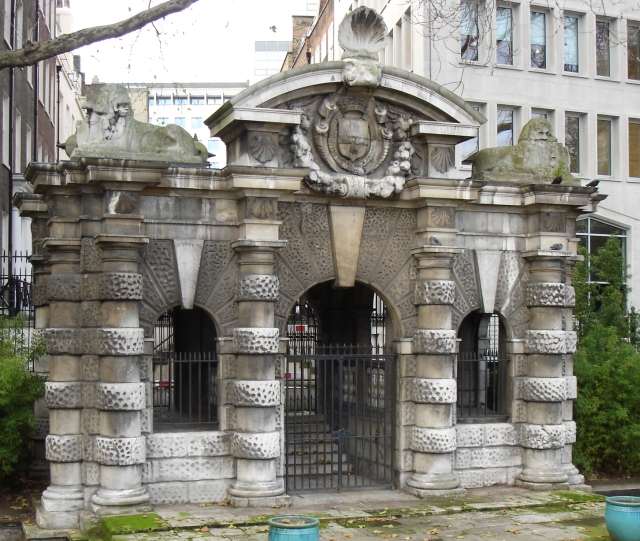
«Водные ворота» дома в Йорке
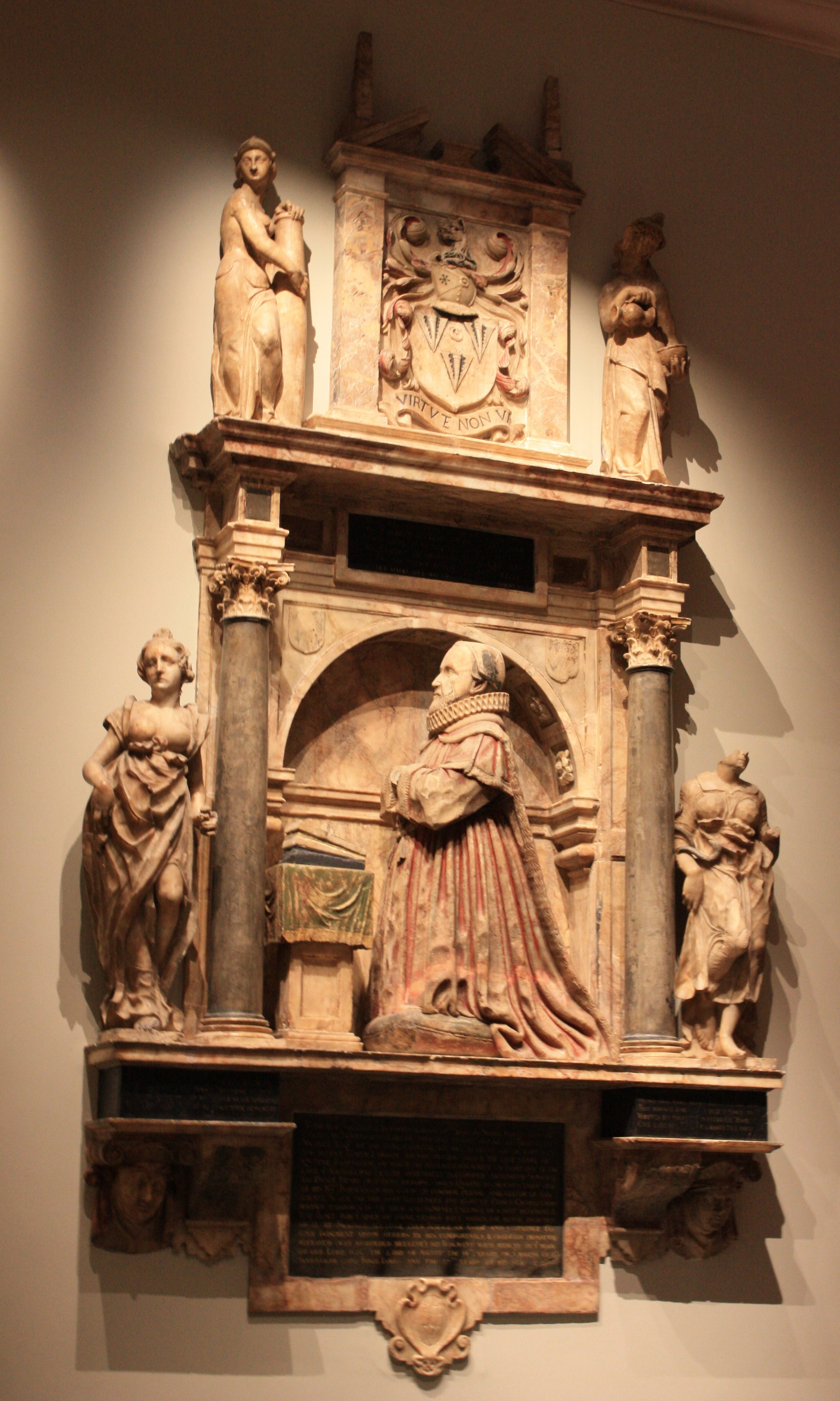
Монумент сэру Августину Николсу. Ок. 1616. Музей Фэкстон (из снесённой церкви Сен-Дени, Фэкстон, Нортгемптоншир)
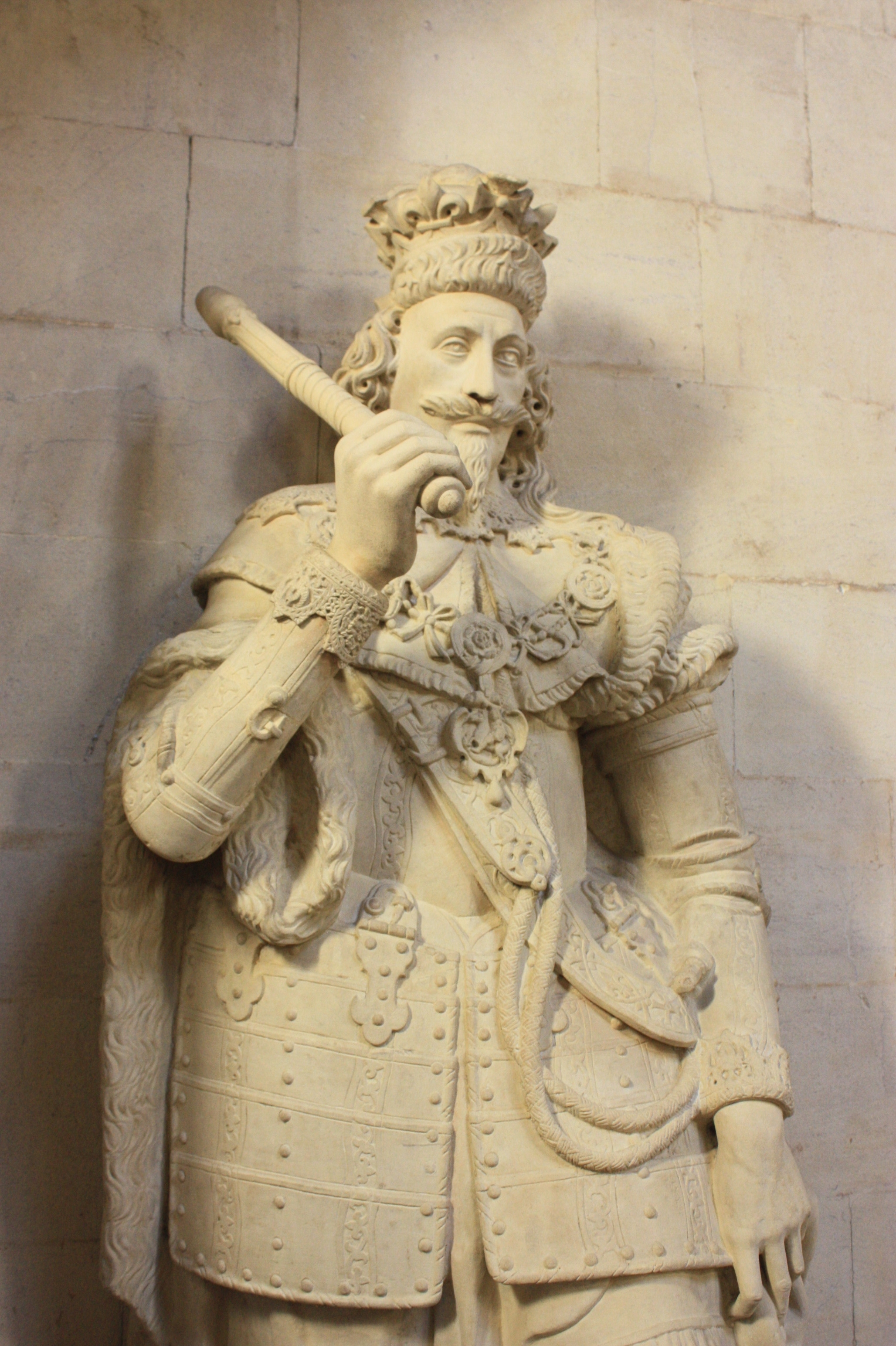
Надгробие королю Карлу I. Деталь. Гилдхолл, Лондон
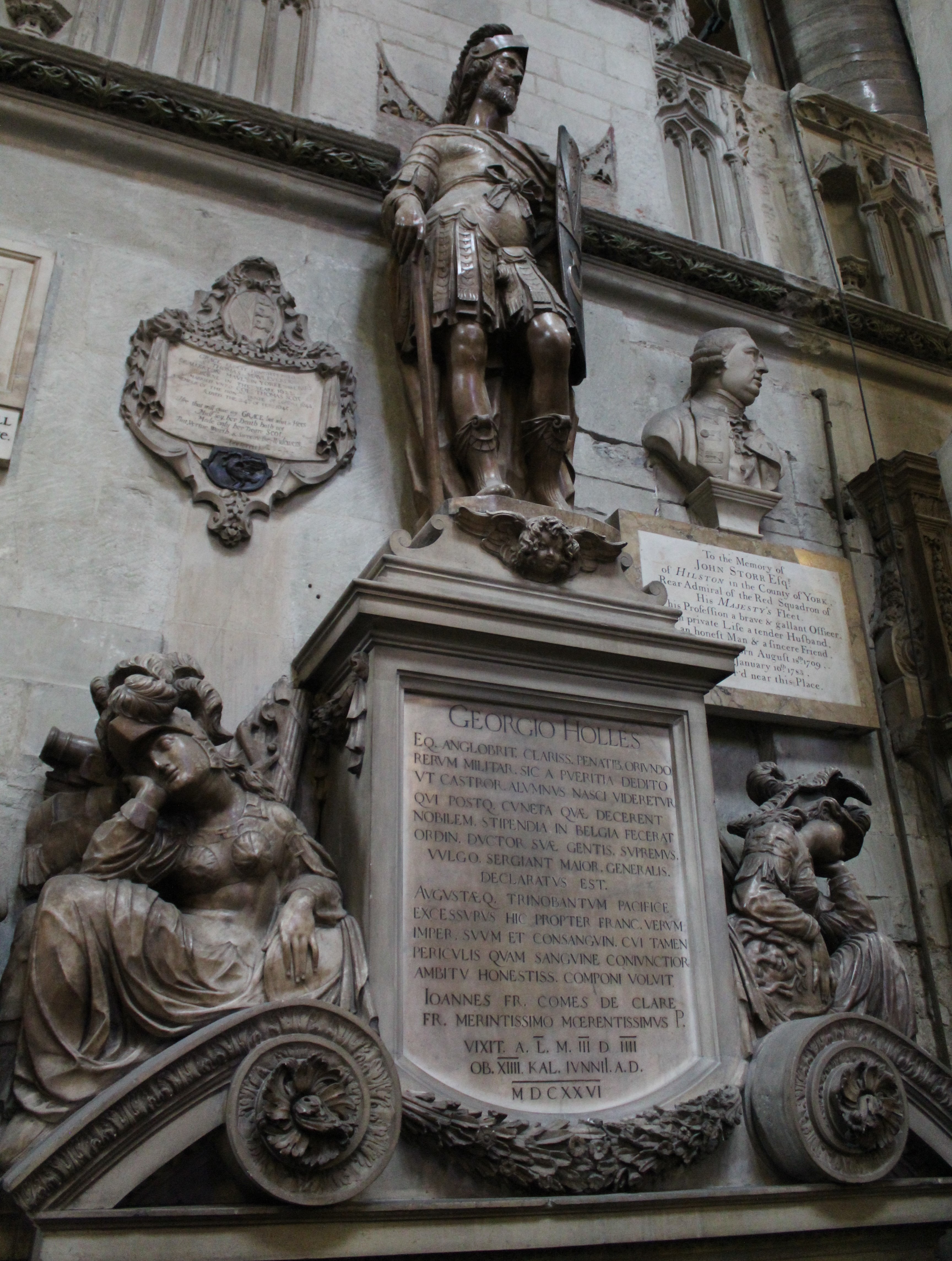
Монумент сэру Джорджу Холлсу. Вестминстерское аббатство, Лондон
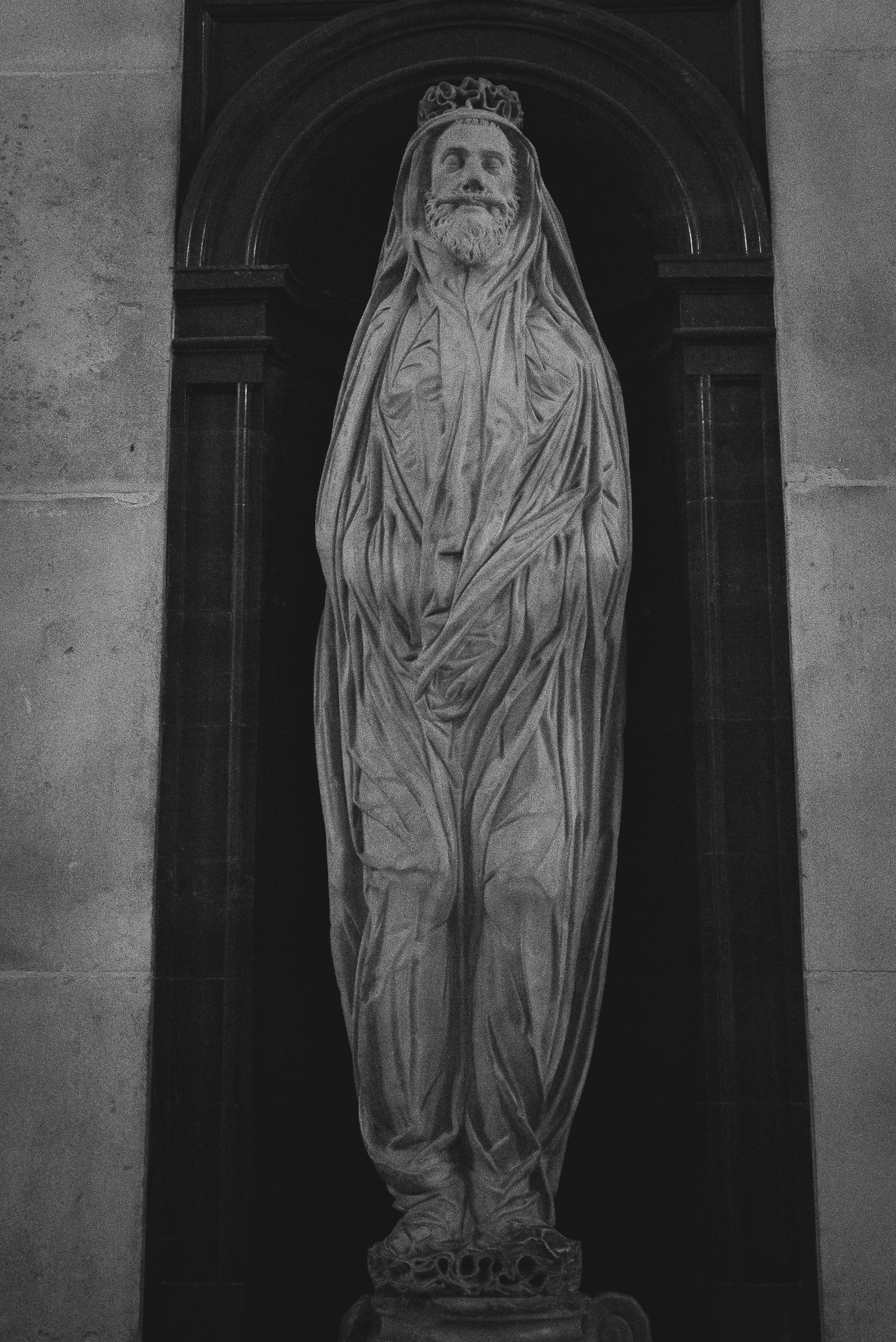
Памятник поэту Джону Донну. Собор Святого Павла, Лондон